# Régions du Tchad

carte administrative du Tchad

La République du Tchad dispose de 23 provinces, ou régions administratives, dont la capitale N'Djaména, qui est une province à statut particulier.

## Histoire
Le Tchad est un État indépendant d’une superficie de 1 284 000 km2 s’étend sur 1 700 km du nord au sud et 1 000 km d’est en ouest. Situé au carrefour de l'Afrique du Nord et de l'Afrique centrale le pays enclavé est bordé par la Libye au nord, le Soudan à l'est, la République centrafricaine au sud, le Cameroun au sud-ouest, le Nigeria au sud-ouest (au niveau du lac Tchad) et le Niger à l'ouest. Le Tchad compte 16 millions d'habitants, dont 1,6 million vivent dans la capitale et plus grande ville, N'Djamena.
Les provinces du Tchad constituent la subdivision territoriale de premier niveau du pays et sont au nombre de 23. Chacune d'entre elles est subdivisée en départements. Elles portent le nom de provinces depuis août 2018, alors qu'elles étaient auparavant appelées régions.
Les régions ont été créées en 2002. Jusqu'en 1999, la subdivision territoriale de premier niveau était constituée par les préfectures; lorsque celles-ci ont été supprimées, les départements ont été créés; en 2002, avec la création des régions, les départements sont devenus le deuxième niveau de subdivision territoriale,. La dernière réforme majeure date du 4 juillet 2024 et fait l'objet de l'ordonnance n° 001/PR/2024 qui restructure les unités administratives. Selon cette ordonnance, le Tchad est divisé en 23 provinces, 120 départements et 454 sous-préfectures. 

## Liste des 23 provinces (2024).

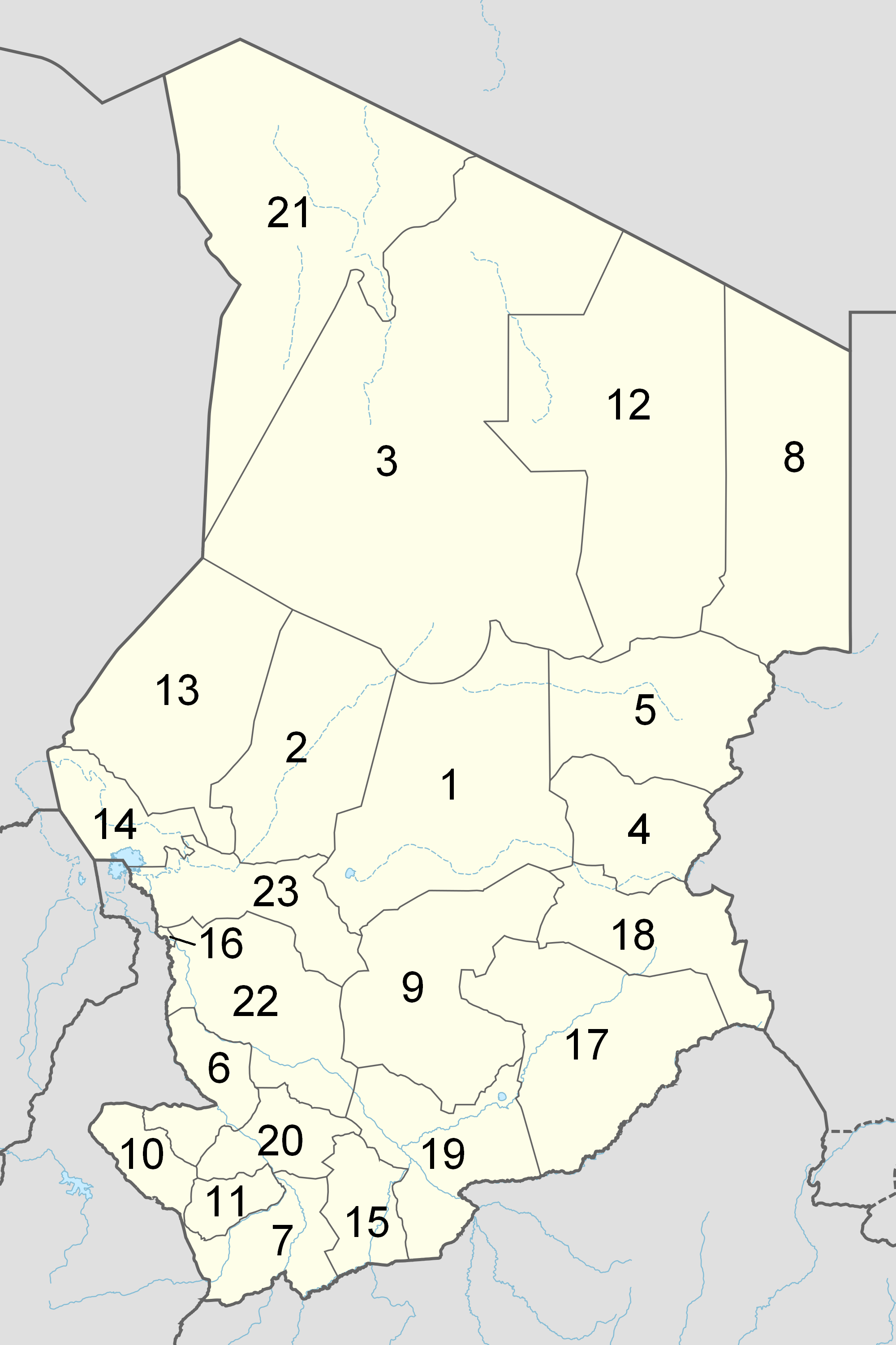
Régions administratives du Tchad depuis 2012

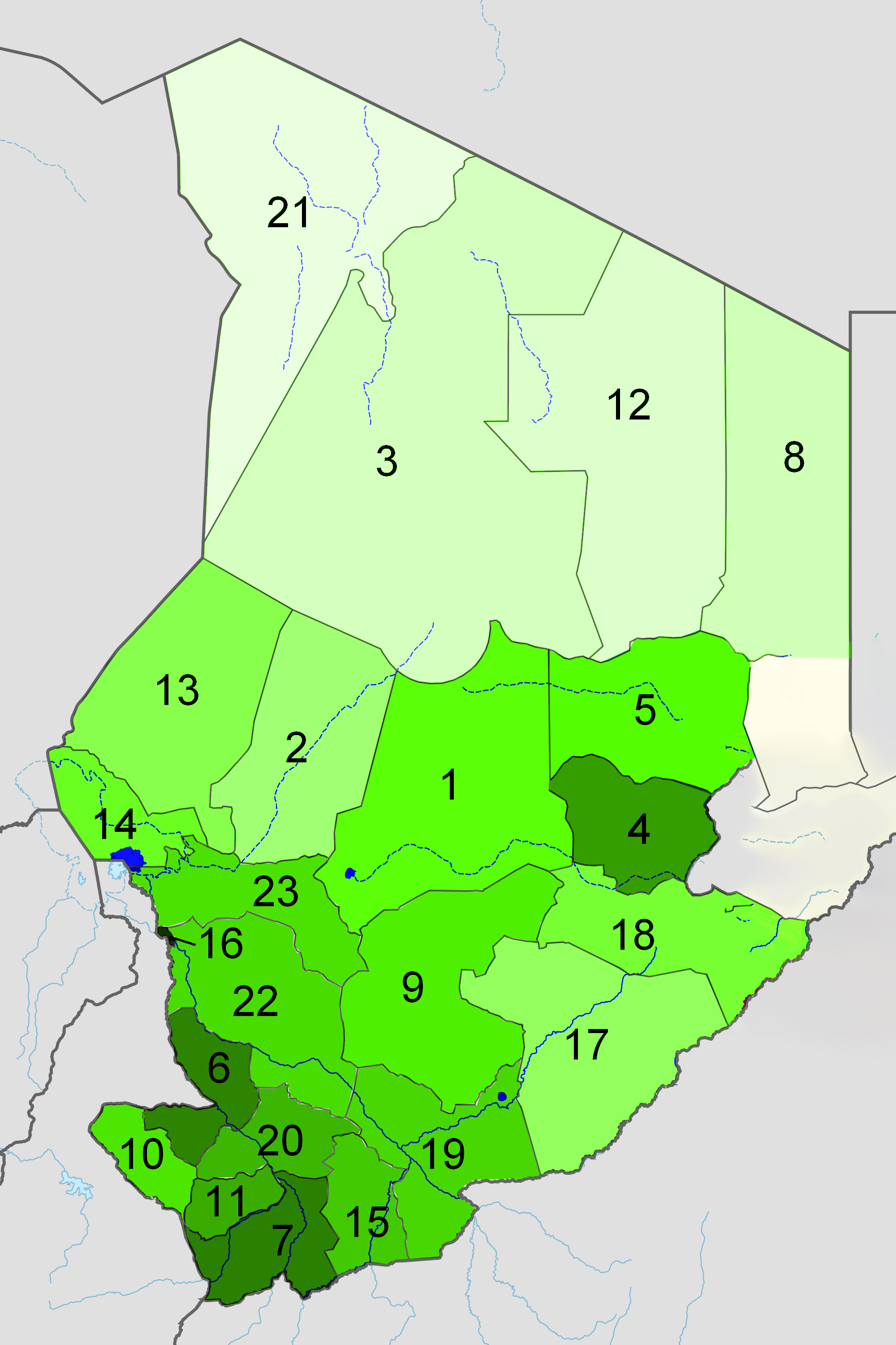
Carte de la population des régions administratives du Tchad

## Liste des 23 provinces (2024)[4].
| Localization | Province                       | Chef-lieu | Population (2009) | Surface (Km2) |
| ------------ | ------------------------------ | --- | ----------------- | ------------- |
|              | Province de Barh El Gazel      | Moussoro | 260 865           | 51 000        |
|              | Province de Batha              | Ati | 527 031           | 91 500        |
|              | Province de Borkou             | Faya Largeau | 97 251            | 150 000       |
|              | Province de Chari-Baguirmi     | Massenya | 621 785           | 47 000        |
|              | Province de Ennedi Est         | Amdjarass | 113 862           |               |
|              | Province de Ennedi Ovest       | Fada | 59 744            |               |
|              | Province de Guéra              | Mongo | 553 795           | 61 000        |
|              | Province de Hadjer-Lamis       | Massakory | 562 957           | 30 000        |
|              | Province de Kanem              | Mao | 354 603           | 72 000        |
|              | Province de Mamdi              | Bol | 451 369           | 21 500        |
|              | Province de Logone Occidentale | Moundou | 683 293           | 8 915         |
|              | Province de Logone Orientale   | Doba | 796 453           | 23 800        |
|              | Province de Mandoul            | Koumra | 637 086           | 17 450        |
|              | Province de Mayo-Kebbi Est     | Bongor | 769 178           | 18 350        |
|              | Province de Mayo-Dallah        | Pala | 565 087           | 12 950        |
|              | Province de Moyen-Chari        | Sarh | 598 284           | 40 300        |
|              | N'Djamena                      | N'Djaména est la capitale et la plus grande ville du Tchad. Depuis 2002, elle a un statut particulier et est devenue une région. | 993 492           | 500           |
|              | Province de Salamat            | Am Timan | 308 605           | 69 000        |
|              | Province de Sila               | Goz Beïda | 289 776           | 36 000        |
|              | Province de Tandjilé           | Laï | 682 817           | 17 650        |
|              | Province de Tibesti            | Bardaï | 21 970            | 217 000       |
|              | Province de Ouaddaï            | Abéché | 731 679           | 30 000        |
|              | Province de Wadi Fira          | Biltine | 494 933           | 52 000        |

### Regions (2002–2008)
Depuis l'indépendance en 1960 jusqu'en 1999, le Tchad a été divisé en 14 préfectures. Celles-ci ont été remplacées en 1999 par 28 départements.
Le pays a été à nouveau réorganisé en 2002 pour donner naissance à 18 régions,.

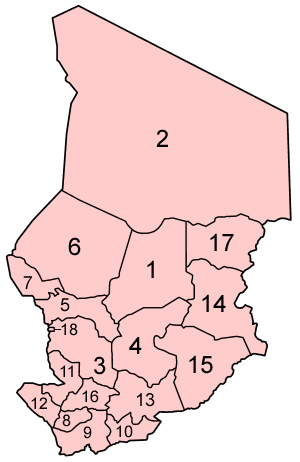
Regions du Chad de 2002 à 2008 (Numéroté correspondant au tableau de gauche)

| No. | Region                | Capitale     | Departments                                                                |
| --- | --------------------- | ------------ | -------------------------------------------------------------------------- |
| 1   | Batha                 | Ati          | Batha Est, Batha Ouest, Fitri                                              |
| 2   | Borkou-Ennedi-Tibesti | Faya-Largeau | Borkou, Ennedi Est, Ennedi Ouest, Tibesti                                  |
| 3   | Chari-Baguirmi        | Massenya     | Baguirmi, Chari, Loug Chari                                                |
| 4   | Guéra                 | Mongo        | Barh Signaka, Guéra                                                        |
| 5   | Hadjer-Lamis          | Massakory    | Dababa, Dagana, Haraze Al Biar                                             |
| 6   | Kanem                 | Mao          | Barh El Gazel, Kanem                                                       |
| 7   | Lac                   | Bol          | Mamdi, Wayi                                                                |
| 8   | Logone-Occidental     | Moundou      | Dodjé, Lac Wey, Ngourkosso                                                 |
| 9   | Logone-Oriental       | Doba         | La Nya Pendé, La Pendé, Monts de Lam, La Nya (Crée en 2004)                |
| 10  | Mandoul               | Koumra       | Barh Sara, Mandoul Occidental, Mandoul Oriental                            |
| 11  | Mayo-Kebbi Est        | Bongor       | Mayo-Boneye, Kabbia, Mont d'Illi (crée en 2004), Mayo Lemie (Crée en 2004) |
| 12  | Mayo-Kebbi Ouest      | Pala         | Lac Léré, Mayo-Dallah                                                      |
| 13  | Moyen-Chari           | Sarh         | Barh Köh, Grande Sido, Lac Iro                                             |
| 14  | Ouaddaï               | Abéché       | Assoungha, Djourf Al Ahmar, Ouara, Sila                                    |
| 15  | Salamat               | Am Timan     | Aboudeïa, Barh Azoum, Haraze-Mangueigne                                    |
| 16  | Tandjilé              | Laï          | Tandjilé Est, Tandjilé Ouest                                               |
| 17  | Wadi Fira             | Biltine      | Biltine, Dar Tama, Kobé                                                    |
| 18  | N'Djamena (capitale)  | N'Djamena    | 10 arrondissements                                                         |

### Régions créées en 2008
Le 19 février 2008, quatre nouvelles régions ont été créées :
- L'ancienne région de Borkou-Ennedi-Tibesti démembrée en :
- la région du Borkou, issue de l'ancien département du Borkou
- la région de l'Ennedi, issue des anciens départements de l'Ennedi Est et de l'Ennedi Ouest de Borkou-Ennedi-Tibesti
- la région du Tibesti, issue de l'ancien département du Tibesti, Borkou-Ennedi-Tibesti.

Région du Kanem 
- Région de Barh El Gazel, à partir de l'ancienne prefecture du même nom[7].

Région du Ouaddaï
- Région de Sila, à partir des anciennes prefectures de Sila et de Djourf Al Ahmar du Ouaddaï[8].

### Regions (2008–2012)
En 2008, quatre autres régions ont été créées, portant leur nombre à 22. En 2012, la région de l'Ennedi a été divisée en deux régions, l'Ennedi Est et l'Ennedi Ouest, pour donner les 23 régions actuelles,.

Régions du Tchad 2008 à 2012 (numérotation correspondante au tableau de gauche)

| Key on map | Region            | Capitale     |
| ---------- | ----------------- | ------------ |
| 1          | Batha             | Ati          |
| 2          | Chari-Baguirmi    | Massenya     |
| 3          | Hadjer-Lamis      | Massakory    |
| 4          | Wadi Fira         | Biltine      |
| 5          | Barh el Gazel     | Moussoro     |
| 6          | Borkou            | Faya-Largeau |
| 7          | Ennedi            | Fada         |
| 8          | Guéra             | Mongo        |
| 9          | Kanem             | Mao          |
| 10         | Lac               | Bol          |
| 11         | Logone-Occidental | Moundou      |
| 12         | Logone-Oriental   | Doba         |
| 13         | Mandoul           | Koumra       |
| 14         | Mayo-Kebbi Est    | Bongor       |
| 15         | Mayo-Kebbi Ouest  | Pala         |
| 16         | Moyen-Chari       | Sarh         |
| 17         | Ouaddaï           | Abéché       |
| 18         | Salamat           | Am Timan     |
| 19         | Sila              | Goz Beïda    |
| 20         | Tandjilé          | Laï          |
| 21         | Tibesti           | Bardaï       |
| 22         | N'Djamena         | N'Djamena    |